# Granada aturdidora M84
La M84 es una granada de aturdimiento utilizada por las Fuerzas Armadas de los Estados Unidos y los equipos SWAT en todo Estados Unidos. Tras la detonación, emite un "estallido" intensamente fuerte de 170 a 180 decibeles y un destello cegador de más de un millón de candelas dentro de los 5 pies (1,524 metros) de iniciación, suficiente para causar ceguera, sordera, tinnitus, dificultades en el oído interno y perturbación. El personal expuesto experimenta desorientación, confusión y pérdida de coordinación y equilibrio. Si bien todos estos efectos están destinados a ser temporales, existe el riesgo de lesiones permanentes. En consecuencia, el M84 está clasificado como un arma no letal.

## Uso
Está destinado a ser arrojado a espacios cerrados para distraer e incapacitar temporalmente al personal enemigo o cuando existe un riesgo de daños colaterales durante una guerra urbana o las operaciones de rescate de rehenes contraviene el empleo de artefactos explosivos de fragmentación tradicionalmente letales y destructivos.